# So High
So High (Originaltitel: How High, deutscher Alternativtitel: American High – Probieren geht über studieren) ist eine US-amerikanische Filmkomödie von Jesse Dylan aus dem Jahr 2001, die von zwei Kiffern und ihren Abenteuern an der Spitzenuniversität Harvard handelt.

## Handlung
Silas lebt vom Anbau und Verkauf von Cannabis und träumt von einem eigenen Cannabislabor. Sein Freund Ivory rät zur Teilnahme an einem Uni-Eignungstest, um per Studium irgendwann an ein eigenes Labor zu kommen. Als ein Online-Date mit Ivory Filme von Kevin Costner ansehen will, holt er sich Cannabis von Silas, um dabei nicht einzuschlafen. Beim Abschied erinnert Ivory Silas an den Test und ruft ihm nach, dass er, wenn er mit brennendem Kopf aus dem Fenster fallen oder von einem Bus überfahren werden würde, die Hand über ihn halten werde.
Ivory hatte seinem Date ein altes Foto geschickt, ohne seine aktuellen Dreadlocks und den Haarpunkt zwischen den Augenbrauen (Monobraue). Deshalb endet der Abend, bevor er begonnen hat. Ivory sieht alleine fern und schläft mit brennendem Joint im Mund ein. Er wacht brennend auf, stürzt in Panik aus dem Fenster und wird von einem Bus überfahren. In Ivorys Asche pflanzt Silas eine Cannabispflanze.
Zwei Monate später ist die Pflanze reif, und Silas nimmt eine Blüte mit zum Uni-Eignungstest. Auf dem Parkplatz regt sich der Studienplatzbewerber Jamal auf, weil sein rollbereit zerbröseltes Cannabis weggeweht wurde. Silas lässt ihn bei sich im Auto mitkiffen. Da erscheint der Geist von Ivory und erklärt, dass sie ihn nur sehen können, weil sie seine Asche gekifft haben, und dass er ihnen die Lösungen des Tests vorsagen kann. Den bestehen die beiden dann auch mit Bravour.
Die Kuratoren der Harvard University drängen den Direktor Philip Huntley zur Aufnahme von mehr ethnischen Minderheiten. Also bietet er den Afroamerikanern mit den Top-Testresultaten Studienplätze an.
In Harvard treffen sie auf der Suche nach dem Finanzhilfebüro für bedürftige Studenten den arroganten Kapitän der Bootsmannschaft Bart und seine Freundin Lauren. Bart verhöhnt die beiden wegen ihrer Bedürftigkeit. Jamal meldet sich daraufhin auch bei der Bootsmannschaft, um besser als Bart zu sein, und Silas spannt Bart während des Films seine Freundin Lauren aus. Der Rudertrainer Bill unterstützt Jamal, da er Bart und dessen Eltern nicht leiden kann.
Bereits bei der von Dekan Cain gehaltenen Orientierungsveranstaltung fallen Jamal und Silas störend auf und drangsalieren einen Studenten namens Jeffrey. Ihre Zimmerkollegen im Studentenwohnheim Lovell House sind der vielgeplagte Jeffrey, der asiatische Student Tuan und Jamals zunächst stummer Freund „INeedMoney“.
In der Folge werden Bart, der selbsternannte Campuspolizisten Pickelstein und Dekan Cain, dem Silas und Jamal ein Dorn im Auge sind, zum Ziel ihrer Streiche. Sie zerstören Pickelsteins Dienstfahrrad, demontieren eine Statue von Barts Urgroßvater und füttern Tauben mit Reis, sodass diese in Cains Büro platzen. Außerdem bändelt Jamal mit der Tochter des US-Vizepräsidenten an.
Dank Ivorys Hilfe bestehen beide alle Prüfungen mit Bestnoten, bis Pickelstein bei einer Kostümparty im Lovell House ihr Zimmer durchsucht und die Ivory-Pflanze entwendet.
Da sie nun ohne Ivory dastehen, probieren sie es erfolglos mit Lernen und ernten schlechte Noten. Die Lösung: einen schlauen Toten vom Friedhof holen und diesen rauchen. Sie graben einen Präsidenten aus, den Jeffrey für sie schleppen muss. Doch nach dem Rauchen eines Fingers erscheint kein Geist. Die Lage scheint hoffnungslos, aber Silas forscht schon eine Weile an einem Wahrheitsserum, dessen Realisierung ihm den Studienplatz sichern würde.
Auf einer Universitätsfeier soll Lauren, mittlerweile Silas’ Freundin, einen historischen Gegenstand vorstellen. Silas wirft das Wahrheitsserum und die von Pickelstein kahl zurückgegebene Ivory-Pflanze ins Kaminfeuer, so dass alle den Rauch einatmen. Lauren erklärt, dass es sich bei dem Gegenstand um die erste in Amerika gebaute Bong handelt. Als Dekan Cain dies dementiert, erscheinen Ivorys und Benjamin Franklins Geister. Letzterer bestätigt Laurens Erkenntnisse. Aufgrund des Ivory-Rauchs können alle die Geister sehen. Als Direktor Philip Huntley Dekan Cain kündigt, geht dieser mit einer Axt auf Silas los. INeedMoney kommt dazwischen und die Axt zerschneidet seine Jacke. Daraufhin ruft INeedMoney „Der blöde Wichser hat meine Klamotten ruiniert“ und kann somit endlich reden. Silas bekommt eine gute Note für sein Experiment und darf weiter studieren. Da Jamal die Tochter des Vizepräsidenten zur Freundin hat, kann auch er bleiben.

## DVD
Die DVD des Filmes kam am 26. September 2002 in die Läden des deutschsprachigen Raumes.

## Trivia
- Der Film hatte ein Budget von 20 Millionen US-Dollar und spielte 32 Millionen US-Dollar ein.
- Parallelen zur HipHop Szene der 90er sind nicht zu verkennen. Der im Film stets gerauchte "Ivory" könnte durchaus als Tribut an den 1996 in Las Vegas ermordeten West-Coast-Rapper 2Pac gedacht sein. Einem Interview zufolge soll die Mutter des ermordeten Tupac Shakur gesagt haben, niemand hätte das Recht gehabt ihren Sohn zu rauchen. Die Outlawz, Freunde der Legende Shakur, bestätigten im Jahr 2011 Teile seiner Asche mit Marihuana vermischt geraucht zu haben.[1] Sein Titel "Black Jesus" enthält die Textstelle "Last wishes, niggas smoke my ashes" was als direkte Aufforderung verstanden wurde.
- Die Hip-Hop-Gruppe Cypress Hill hat einen Gastauftritt auf einer Party.
- Der Film läuft im Fernsehen unter dem Titel American High – Probieren geht über studieren.
- Laut Redmans Aussage auf dem Festival Splash! 2007 soll zwischenzeitlich an einem zweiten Teil gearbeitet worden sein. Laut einer weiteren Aussage von Redman scheiterte eine Produktion von How High 2 jedoch an Universal Pictures als Inhaber der Rechte an den Film- und Charakternamen.
- Jamal bringt im Film eine eigene Kleidermarke unter dem Namen BUFU heraus, die später auch vom Leiter des Ruderteams getragen wird. Während des Films wird erklärt, dass BUFU für „Buy Us, Fuck U“ steht. Dies ist eine Anspielung auf die amerikanische Kleidermarke FUBU („For Us By Us“).